# Eleccions presidencials de Gàmbia de 2016
L'1 de desembre de 2016 es van celebrar eleccions presidencials a Gàmbia. Per sorpresa, el candidat de l'oposició, Adama Barrow, va derrotar a Yahya Jammeh. Les eleccions van suposar el primer canvi de presidència a Gàmbia des d'un cop militar en 1994, i el primer traspàs de poder per elecció popular des de la independència del Regne Unit en 1965.
El 2 de desembre, abans que s'anunciessin els resultats definitius, Jammeh va reconèixer amablement la seva derrota, commocionant una població que esperava que conservés el poder. El diari BBC News ho va qualificar d'«una de les majors sorpreses electorals que ha viscut Àfrica Occidental». Els resultats oficials definitius indicaven que Barrow havia obtingut una majoria del 43,3%, amb un marge de victòria del 3,7% sobre el 39,6% de Jammeh, i que un tercer candidat, Mama Kandeh, havia rebut el 17,1% dels vots. Després de les eleccions, van ser alliberats 19 presos de l'oposició, entre ells Ousainou Darboe, líder del Partit Democràtic Unit (PDU) de Barrow. L'oposició va celebrar àmpliament el resultat, però també va mostrar una certa cautela sobre si la transició transcorreria sense incidents.
En un primer moment, Jammeh va acceptar el resultat i va felicitar Barrow. No obstant això, el 9 de desembre Jammeh va anunciar que rebutjava els resultats i convocava noves eleccions, la qual cosa va desencadenar una crisi constitucional. Es van desplegar tropes a Banjul, la capital, i Serekunda, la ciutat més gran del país. El rebuig de Jammeh als resultats va ser condemnat per diversos organismes interns i externs, com el Col·legi d'Advocats de Gàmbia, el Sindicat de Professors de Gàmbia, el Sindicat de la Premsa de Gàmbia, la Universitat de Gàmbia, el Col·legi de Metges de Gàmbia, la Comunitat Econòmica dels Estats de l'Àfrica Occidental (CEDEAO), la Unió Africana (UA) i el Consell de Seguretat de les Nacions Unides (CSNU). La situació es va agreujar encara més el 19 de gener, quan va expirar el mandat de Jammeh i Barrow va jurar el càrrec de president en sòl gambià, en l'ambaixada del Senegal. Malgrat els amplis esforços diplomàtics, que van incloure la implicació personal de diversos caps d'Estat africans, es va produir una intervenció militar de la CEDEAO.
Finalment, el 21 de gener, Jammeh va abandonar Gàmbia rumb a un exili acordat per la CEDEAO, la qual cosa va permetre la transició de poder. Segons el govern senegalès i l'oficina de l'Alt Comissariat de les Nacions Unides per als Refugiats, durant el conflicte unes 45.000 persones van fugir al Senegal i almenys altres 800 a Guinea Bissau.